# حلس

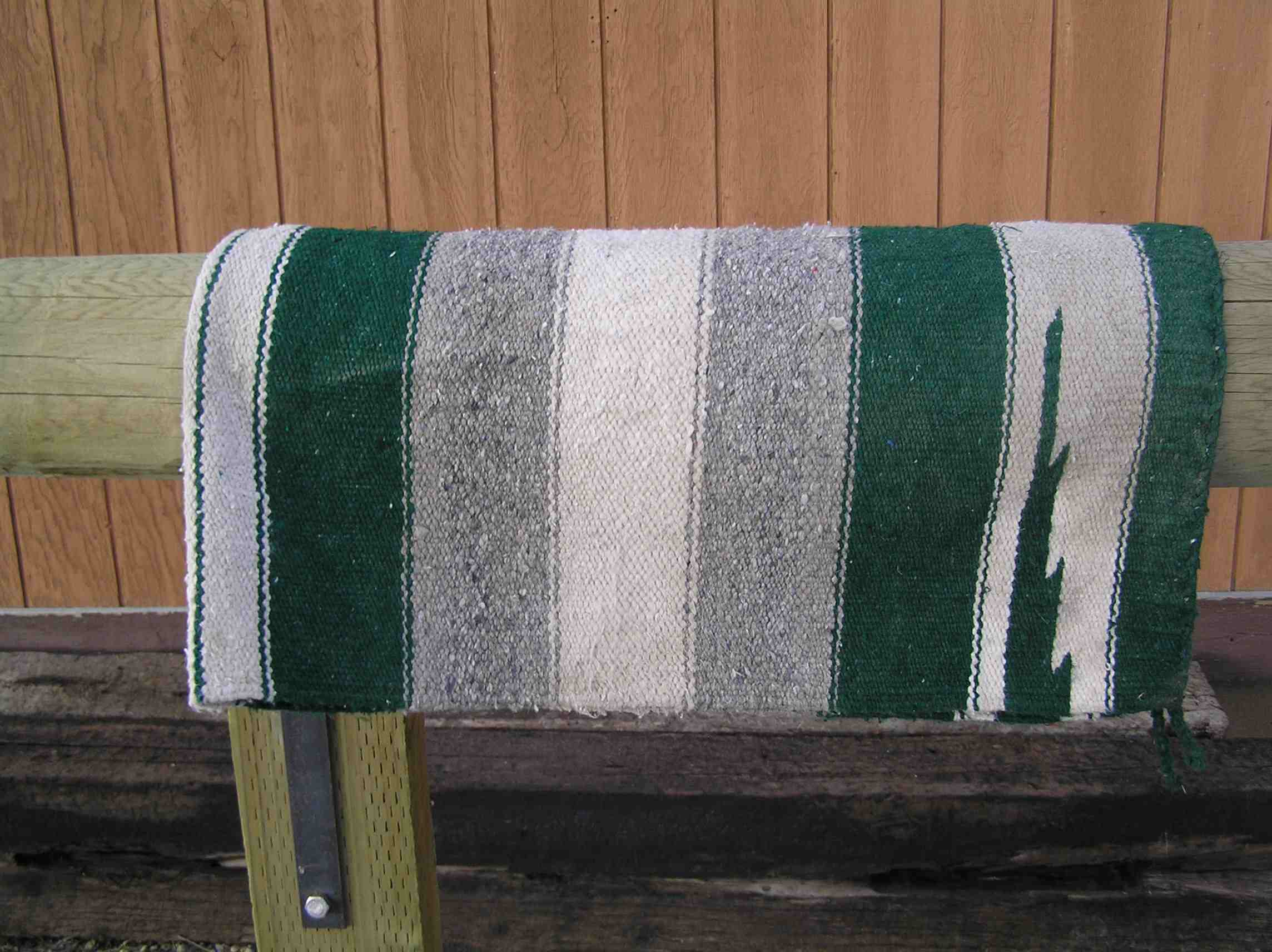
حلس سرج غربي على الطراز التقليدي.

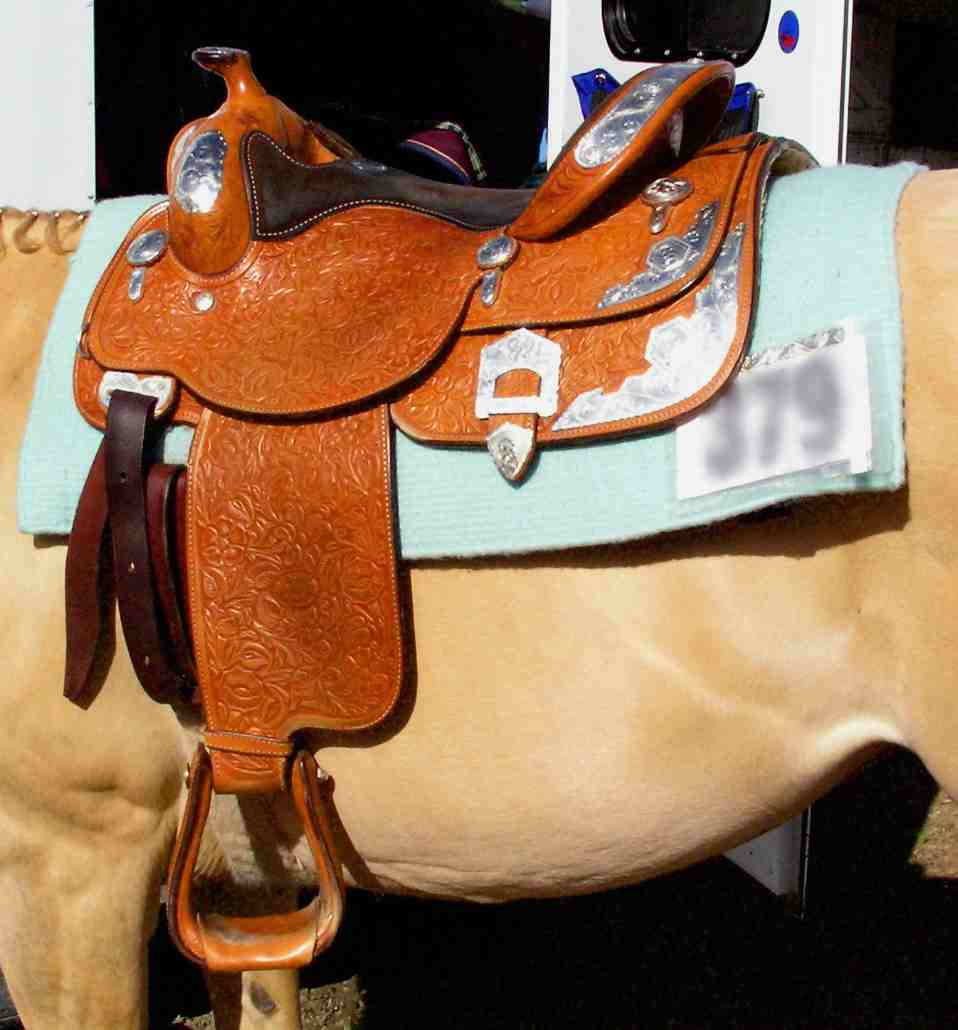
سرج غربي موضوع فوق حلس.

الحِلس أو البِرذعة أو البردعة أو الكنبوش (وورد أن البرذعة والبردعة هما سرج الحمار) هو بطانية أو قماشة توضع تحت السرج. يستخدم عادة لامتصاص العرق وتوسيد السرج وحماية ظهر الفرس. هناك أنواع خفيفة من الأحلاس، تستخدم بشكل أساسي للديكور.